# ماهيش راو
ماهيش راو (بالإنجليزية: Mahesh Rao)‏ هو مخرج هندي، ولد في 14 فبراير 1982 في بنغالور في الهند.